# Patinação de velocidade na Universíada de Inverno de 2009
As competições de patinação de velocidade na Universíada de Inverno de 2009 foram disputadas no ginásio de patinação de velocidade de Heilongjiang em Harbin, China entre 19 e 26 de fevereiro de 2009. É uma das modalidades opcionais indicadas pelo comitê organizador.

## Calendário
| Patinação de velocidade          | Fevereiro | Fevereiro | Fevereiro | Fevereiro | Fevereiro | Fevereiro | Fevereiro | Fevereiro | Fevereiro | Fevereiro | Fevereiro | Fevereiro |
| Patinação de velocidade          | 17        | 18        | 19        | 20        | 21        | 22        | 23        | 24        | 25        | 26        | 27        | 28        |
| -------------------------------- | --------- | --------- | --------- | --------- | --------- | --------- | --------- | --------- | --------- | --------- | --------- | --------- |
| Individual 100m - masculino      |           |           |           |           | 1         |           |           |           |           |           |           |           |
| Individual 500m - masculino      |           |           | 1         |           |           |           |           |           |           |           |           |           |
| Individual 1.000m - masculino    |           |           |           |           |           |           |           | 1         |           |           |           |           |
| Individual 1.500m - masculino    |           |           |           |           |           | 1         |           |           |           |           |           |           |
| Individual 5.000m - masculino    |           |           |           | 1         |           |           |           |           |           |           |           |           |
| Individual 10.000m - masculino   |           |           |           |           |           |           |           |           | 1         |           |           |           |
| Equipe - Perseguição - masculino |           |           |           |           |           |           |           |           |           | 1         |           |           |
| Individual 100m - feminino       |           |           |           |           |           | 1         |           |           |           |           |           |           |
| Individual 500m - feminino       |           |           | 1         |           |           |           |           |           |           |           |           |           |
| Individual 1.000m - feminino     |           |           |           |           |           |           |           |           | 1         |           |           |           |
| Individual 1.500m - feminino     |           |           |           | 1         |           |           |           |           |           |           |           |           |
| Individual 3.000m - feminino     |           |           |           |           | 1         |           |           |           |           |           |           |           |
| Individual 5.000m - feminino     |           |           |           |           |           |           |           | 1         |           |           |           |           |
| Equipe - Perseguição - feminino  |           |           |           |           |           |           |           |           |           | 1         |           |           |

|  | Treino não oficial |  | Treino oficial |  | Dia de competição |  | Dia de final |

## Medalhistas
Esses foram os resultados dos medalhistas:
| Evento                      | Ouro              | Prata           | Bronze           |
| --------------------------- | ----------------- | --------------- | ---------------- |
| Individual 500m - masculino | KOR Kang Seok Lee | CHN Yu Fengtong | KOR Tae Bum Mo   |
| Individual 500m - feminino  | KOR Sang Hwa Lee  | CHN Yu Jing     | CHN Zhang Shuang |

## Quadro de medalhas
| Ordem | País              | Medalha de ouro | Medalha de prata | Medalha de bronze |   |
| ----- | ----------------- | --------------- | ---------------- | ----------------- | - |
| 1     | KOR Coreia do Sul | 2               |                  | 1                 | 3 |
| 2     | CHN China         |                 | 2                | 1                 | 3 |
| TOTAL | TOTAL             | 2               | 2                | 2                 | 6 |

## Masculino

### Individual 500m
Esses são os resultados:
| Posição | Atleta                    | 1ª corrida | 1ª corrida | 2ª corrida | 2ª corrida | Tempo total |
| Posição | Atleta                    | Tempo      | Posição    | Tempo      | Posição    | Tempo total |
| ------- | ------------------------- | ---------- | ---------- | ---------- | ---------- | ----------- |
|         | KOR Kang Seok Lee         | 35s00      | 2          | 34s82      | 1          | 69s82       |
|         | CHN Yu Fengtong           | 34s98      | 1          | 34s89      | 2          | 69s87       |
|         | KOR Tae Bum Mo            | 35s38      | 3          | 35s15      | 3          | 70s53       |
| 4       | KOR Joon Mun              | 35s68      | 5          | 35s31      | 4          | 70s99       |
| 5       | CHN Zhang Zhongqi         | 35s66      | 4          | 35s47      | 5          | 71s13       |
| 6       | CHN Zhang Yaolin          | 35s90      | 6          | 35s53      | 6          | 71s43       |
| 7       | NED Michael Poot          | 36s19      | 9          | 35s86      | 7          | 72s05       |
| 8       | KOR Jin Yong Choi         | 36s10      | 7          | 36s00      | 8          | 72s10       |
| 9       | RUS Timofey Skopin        | 36s15      | 8          | 36s19      | 10         | 72s34       |
| 10      | CAN Philippe Riopel       | 36s26      | 10         | 36s32      | 13         | 72s58       |
| 11      | RUS Alexey Esin           | 36s40      | 14         | 36s19      | 10         | 72s59       |
| 12      | JPN Yuji Kamijo           | 36s38      | 13         | 36s30      | 12         | 72s68       |
| 13      | NED Pim Schipper          | 36s45      | 15         | 36s53      | 15         | 72s98       |
| 14      | CHN Liu Fangyi            | 36s56      | 16         | 36s55      | 16         | 73s11       |
| 15      | NED Sietse Heslinga       | 36s34      | 12         | 36s88      | 17         | 73s22       |
| 16      | GER Matthias Schwierz     | 36s77      | 17         | 36s49      | 14         | 73s26       |
| 17      | RUS Maxim Bosenko         | 37s11      | 18         | 37s20      | 18         | 74s31       |
| 18      | POL Mateusz Stasiowski    | 37s22      | 20         | 37s20      | 18         | 74s42       |
| 19      | CAN Mykola Makowsky       | 37s18      | 19         | 37s28      | 21         | 74s46       |
| 20      | POL Zbigniew Brodka       | 37s38      | 21         | 37s26      | 20         | 74s64       |
| 21      | RUS Alexey Sakahrov       | 37s58      | 22         | 37s61      | 22         | 75s19       |
| 22      | POL Piotr Puszkarski      | 37s61      | 23         | 37s65      | 23         | 75s26       |
| 23      | BLR Aliaksandar Komar     | 38s05      | 24         | 37s77      | 24         | 75s82       |
| 24      | NED Renz Rotteveel        | 38s13      | 25         | 37s93      | 25         | 76s06       |
| 25      | CAN Vincent Blouin        | 38s25      | 26         | 38s42      | 27         | 76s67       |
| 26      | POL Roland Cieslak        | 38s54      | 27         | 38s14      | 26         | 76s68       |
| 27      | CAN Keith Sulzer          | 38s89      | 28         | 38s90      | 28         | 77s79       |
| 28      | UKR Dmytro Gryban         | 39s14      | 29         | 39s12      | 29         | 78s26       |
| 29      | MGL Galbaatar Uuganbaatar | 39s36      | 30         | 39s17      | 30         | 78s53       |
| 30      | UKR Illia Iurchyshyn      | 40s00      | 31         | 40s61      | 31         | 80s61       |
| 31      | MGL Batsuuri Bazarsad     | 41s01      | 32         | 40s62      | 32         | 81s63       |
| 32      | EST Danila Ruusu          | 42s86      | 34         | 42s22      | 33         | 85s08       |
| 33      | JPN Ryohei Haga           | 53s61      | 35         | 36s15      | 9          | 89s76       |
| 34      | JPN Shiki Ueda            | 36s32      | 11         | 76s36      | 34         | 112s6       |
|         | EST Jaan Saks             | 42s52      | 33         | DNF        | 35         |             |

## Feminino

### Individual 500m
Esses são os resultados:
| Posição | Atleta                      | 1ª corrida | 2ª corrida | Total      |
| ------- | --------------------------- | ---------- | ---------- | ---------- |
|         | KOR Sang Hwa Lee            | 38s20 (UR) | 38s16 (UR) | 76s36 (UR) |
|         | CHN Yu Jing                 | 38s42 (UR) | 38s47      | 76s89 (UR) |
|         | CHN Zhang Shuang            | 38s95      | 38s35      | 77s30      |
| 4       | CHN Ren Hui                 | 38s80      | 38s51      | 77s31      |
| 5       | JPN Nao Kodaira             | 38s93      | 38s85      | 77s78      |
| 6       | CHN Jin Peiyu               | 39s11      | 38s72      | 77s83      |
| 7       | KOR Bo Ra Lee               | 39s55      | 39s55      | 79s10      |
| 8       | JPN Miyako Sumiyoshi        | 39s92      | 39s33      | 79s25      |
| 9       | JPN Shiho Ishida            | 40s05      | 39s48      | 79s53      |
| 10      | RUS Ekaterina Abramova      | 40s03      | 39s79      | 79s82      |
| 11      | NED Mayon Kuipers           | 40s24      | 39s86      | 80s10      |
| 12      | NED Anice Das               | 40s41      | 40s35      | 80s76      |
| 13      | NED Jorien Kranenborg       | 40s61      | 40s33      | 80s94      |
| 14      | RUS Irina Arshinova         | 40s71      | 40s43      | 81s14      |
| 15      | RUS Ekaterina Lokoyanova    | 40s87      | 40s51      | 81s38      |
| 16      | JPN Arisa Go                | 40s86      | 40s65      | 81s51      |
| 17      | BLR Hanna Badayeva          | 41s07      | 40s55      | 81s62      |
| 18      | CAN Anastasia Bucsis        | 41s00      | 40s98      | 81s98      |
| 19      | RUS Kristina Kuleshova      | 41s65      | 41s19      | 82s84      |
| 20      | CAN Justine L'Heureux       | 41s48      | 41s45      | 82s93      |
| 21      | POL Natalia Czerwonka       | 41s72      | 41s46      | 83s18      |
| 22      | POL Ewelina Przeworska      | 42s54      | 42s09      | 84s63      |
| 23      | POL Hanna Cudzisz-Chowaniec | 43s75      | 43s23      | 86s98      |
| 24      | CAN Shannon Sibold          | 43s64      | 43s85      | 87s49      |
| 25      | UKR Tetiana Gorshechnikova  | 45s29      | 45s04      | 90s33      |
| 26      | MGL Bat-Erdene Urgaatsetseg | 45s82      | 44s57      | 90s39      |
| 27      | UKR Anna Pletenetska        | 46s35      | 46s52      | 92s87      |
| 28      | SWE Claudia Wallin          | 1m27s51    | 41s33      | 128s8      |
| 28      | NED Marije Joling           | 41s73      | DNS        |            |

### Equipe - Perseguição
Legenda
| Recorde mundial        | Recorde mundial (World record)               |                       | Recorde africano                      | Recorde africano (African) |                                           | Q | Classificado por posição (Qualified) |
| Recorde da Universíada | Recorde da Universíada (Universiade record)  | Recorde da América    | Recorde da América (Americas)         | q                          | Classificado por melhor tempo (Qualified) |   |                                      |
| Melhor marca do ano    | Melhor marca do ano (World leading)          | Recorde asiático      | Recorde asiático (Asian)              | DNS                        | Não largou (Did not start)                |   |                                      |
| Recorde nacional       | Recorde nacional (National record)           | Recorde europeu       | Recorde europeu (European)            | DNF                        | Não terminou (Did not finish)             |   |                                      |
| Recorde pessoal        | Recorde pessoal do atleta (Personal best)    | Recorde da Oceania    | Recorde da Oceania (Oceania)          | DSQ / DQ                   | Desclassificado (Disqualified)            |   |                                      |
| Recorde da temporada   | Recorde da temporada do atleta (Season best) | Recorde sul-americano | Recorde sul-americano (South America) | NM                         | Sem marca (No mark)                       |   |                                      |